# Mynes
Mynes es un género de lepidópteros de la subfamilia  Nymphalinae en la familia Nymphalidae que se encuentra en Australia e Indonesia.

## Especies[2]
- Mynes anemone Vane-Wright, 1976
- Mynes aroensis Ribbe, 1900
- Mynes doubledayi Wallace, 1869
- Mynes eucosmetus Godman & Salvin, 1879
- Mynes geoffroyi (Guérin-Méneville, 1831)
- Mynes halli Joicey & Talbot, 1922
- Mynes katharina Ribbe, 1898
- Mynes marpesina Röber, 1936
- Mynes plateni Staudinger, 1887
- Mynes talboti Juriaane & Volbreda, 1922
- Mynes websteri Grose-Smith, 1894
- Mynes woodfordi Godman & Salvin, 1888